# Berberis lobbiana
Berberis lobbiana är en berberisväxtart som först beskrevs av C. Schneider, och fick sitt nu gällande namn av C. Schneider. Berberis lobbiana ingår i släktet berberisar, och familjen berberisväxter. Inga underarter finns listade i Catalogue of Life.